# Amanda Bisk
Amanda Bisk (ur. 3 marca 1986) – australijska lekkoatletka, specjalizująca się w skoku o tyczce, z pochodzenia Polka.

## Osiągnięcia
- medalistka mistrzostw Australii (srebro – Brisbane 2009 & brąz – Perth 2010)
- 9. miejsce podczas Uniwersjady (Belgrad 2009)

## Rekordy życiowe
- skok o tyczce – 4,40 (2010)